# ناوویوا
ناوویوا (به اسپانیایی: Navojoa) از شهرهای کشور مکزیک است که در ایالت ایالت سونورا قرار دارد و جمعیت آن طبق سرشماری سال ۲۰۱۰ میلادی ۱۱۳٬۸۳۶ نفر بوده است.